# Leknes
Leknes (nordsamiska: Liehkke) är  en tätort och stad som utgör centralort i  Vestvågøy kommun i Nordland fylke i norra Norge. Kommunen har bestämt att orten kan använda beteckningen stad (norska: by) från 2002. Näringsliv: telecenter för Lofoten och Vesterålen, ylleindustri, fiskeförädling, mekanisk verkstad samt olje- och fettindustri. Leknes är ett viktigt handels- och servicecenter med regionala funktioner för Lofoten. Kortbaneflygplatsen Leknes flygplats ligger utanför tätorten. Leknes hamn är en viktig hamn för kryssningsfartyg. Leknes var hövdingasäte under  folkvandringstiden (cirka 500 e.Kr.).
Namnet var ursprungligen Leiknes, vilket betyder samlingsplats för lek och dans. Det kan också komma av leika, 'virvla', och syftar då på strömförhållandena.